# Divine Brown (Sängerin)

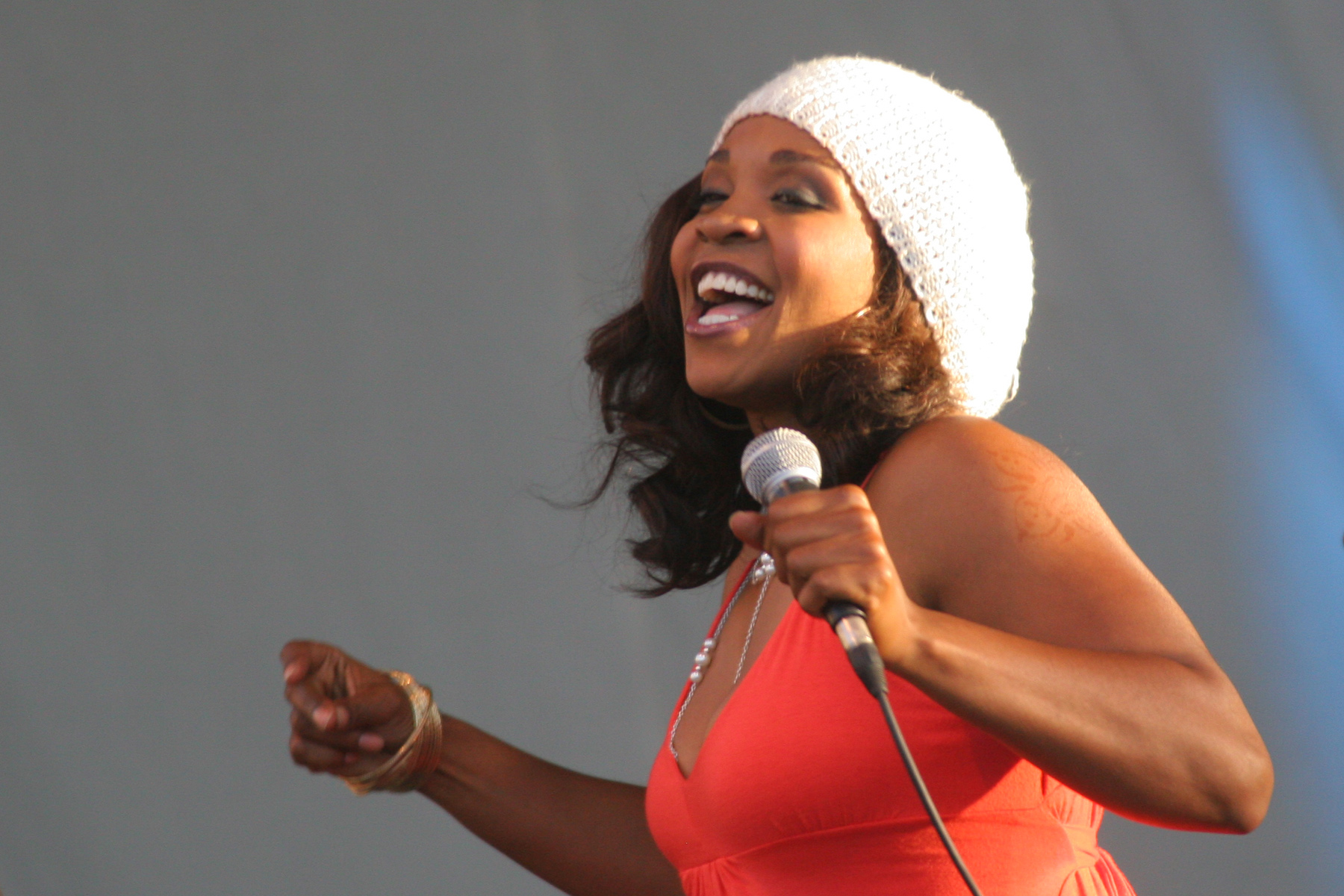
Divine Brown 2009 beim Waterloo Jazz Festival

Divine Brown (* 9. September 1974) ist eine kanadische R&B-Sängerin.

## Karriere
Sie veröffentlichte 2005 ihr erstes, selbstbetiteltes Album sowie drei Singles. Ihr zweites Album The Love Chronicles wurde bei den Juno Awards 2009 in der Kategorie „R&B/Soul“ als Einspielung des Jahres (englisch R&B/Soul Recording of the Year) gewürdigt. Bei einer der Nummern daraus (Sunglasses) erhielt sie Unterstützung von Nelly Furtado. Im Vorfeld ihres dritten Albums Something Fresh erschien im Sommer 2012 die Single Gone.
Über ihre musikalische Karriere hinaus hat Brown auch eine Reihe von Auftritten in Fernsehserien absolviert.

## Diskografie

### Alben
- 2005: Divine Brown (Blacksmith Entertainment Ltd./Universal Music Canada)
- 2008: The Love Chronicles (Warner Music Canada)
- 2013: Something Fresh (Universal Music)

### Singles
- 2005: Old Skool Love
- 2005: U Shook Me (All Night Long)
- 2005: Help Me
- 2008: Lay It On the Line
- 2008: Meet Me at the Roxy
- 2009: Sunglasses (feat. Nelly Furtado)
- 2012: Gone

## Filmografie (Auswahl)
- 2004: Soul Food (TV-Serie, zwei Folgen)
- 2009: Da Kink in My Hair (TV-Serie, eine Folge)
- 2010: Baxter (TV-Serie, eine Folge)
- 2018–2020: Schitt’s Creek (TV-Serie, neun Folgen)
- 2021: American Gods (TV-Serie, eine Folge)

## Auszeichnungen
- Juno Awards 2009: R&B/Soul Recording of the Year